# Rio Ciumărna
O Rio Ciumărna é um rio da Romênia, afluente do Treznea, localizado no distrito de Sălaj.